# Pikola
Pikola je dřevěný dechový nástroj, menší sopraninová varianta sopránové příčné flétny. Oproti ní má poloviční délku a zní o oktávu výše; dosahuje nejvyšších tónů ze všech v současnosti používaných dechových nástrojů. Český název je odvozen z italského „flauto piccolo“, čili „malá flétna“.

## Stavba a funkce
Pikola je dvoudílná, na rozdíl od sopránové příčné flétny, která je složená ze tří dílů. Měří 32 cm, trubice má průměr cca 1 cm. Pikoly se vyrábějí buď z kovu (stejně jako ostatní příčné flétny), ze dřeva nebo z umělých materiálů. Dřevěné pikoly mají jemnější zvuk, snáze splývají s ostatními nástroji, pro lepší nátisk se ale zase více hodí varianta kovová. Velice oblíbená je tedy kombinace kovové hlavice a dřevěného nebo plastového trupu.
Prstoklad je prakticky stejný jako u sopránové příčné flétny, přechod z jednoho na druhý nástroj není tedy pro hráče moc velký problém (poněkud odlišná je jen technika nátisku). Ladění pikol je tradičně v C, jen velice zřídka se také používají varianty v D, v A apod.

## Historie
Předchůdce moderní pikoly jsou středověké příčné píšťaly, které se původně vyráběly ze dřeva a neměly žádné klapky. Velmi oblíbené byly zejména ve vojenských souborech. Pikola prošla podobným vývojem jako sopránová příčná flétna, postupně se na ni přidávaly klapky a v 19. století se stejně jako u většiny dřevěných nástrojů ujal Boehmův hmatový systém.

## Využití v hudbě
Pikola se velice často a s oblibou používá především v dechových (a popř. vojenských) souborech. V barokních partiturách se objevuje hlas pro „flauto piccolo“ nebo „flautino“, často ale není jasné, jestli je zamýšlen pro sopraninovou příčnou flétnu (tedy pikolu) nebo pro sopraninovou zobcovou flétnu. Pozdější skladatelé ji využívali jako prostředek pro dokreslení nálady, například Wolfgang Amadeus Mozart v opeře Únos ze serailu pro vystižení atmosféry turecké armády. Jako první ji v symfonickém díle použil Ludwig van Beethoven ve své Páté symfonii.